# Louis-Eugène Bion
Pour les articles homonymes, voir Bion.
Louis-Eugène Bion, né à Paris le 12 avril 1807 et mort à Versailles le 21 janvier 1860, est un sculpteur français.

## Biographie
Louis-Eugène Bion naît à Paris, en France, le 12 avril 1807. Il est le fils de Maurice-Victor Bion et de Jeanne-Sophie Lemaire, sa femme.
Après avoir étudié dans les ateliers de Dupaty et de Desbœufs, il remporta, en 1830, le troisième prix de sculpture au concours de Rome, qui avait comme sujet un bas-relief représentant Thésée vainqueur du Minotaure. Il débuta au Salon de peinture et de sculpture de 1834 et obtint cette année-là une deuxième médaille, avec un groupe destiné à la décoration d'un bénitier. Il exposa pour la dernière fois en 1857.
À l'exception de deux bustes exécutés pour le Musée de Versailles et de deux groupes en pierre décorant la cour du Louvre, l'artiste, pendant toute sa carrière, ne traita guère que des sujets religieux. Il mourut à Versailles, le 21 janvier 1860.
Il a épousé Aline-Edme Saffroy dont il eut un fils, Paul-Laurent, qui fut également sculpteur.
Il est inhumé au cimetière du Montparnasse (division 1).

## Œuvres
- La Poésie chrétienne[réf. nécessaire].
- Saint Vincent de Paul[réf. nécessaire].
- Sainte Famille[réf. nécessaire].
- Saint Jean l’Évangéliste[réf. nécessaire].
- Chaire, Brou, église Saint-Nicolas-de-Tolentin.
- Le Pape Alexandre II instituant l'usage de l'eau bénite, 1834, bénitier, groupe en plâtre, Paris, église Saint-Eustache.

Œuvres de Louis-Eugène Bion
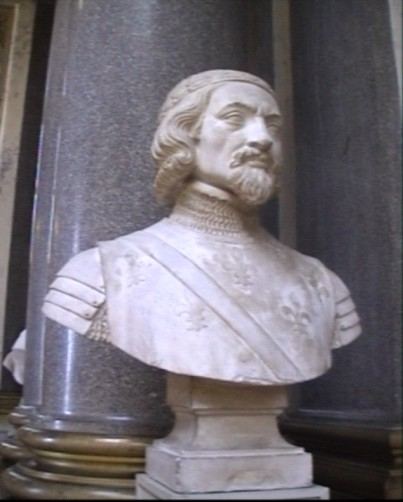
Pierre Ier, duc de Bourbon, galerie des Batailles du château de Versailles.
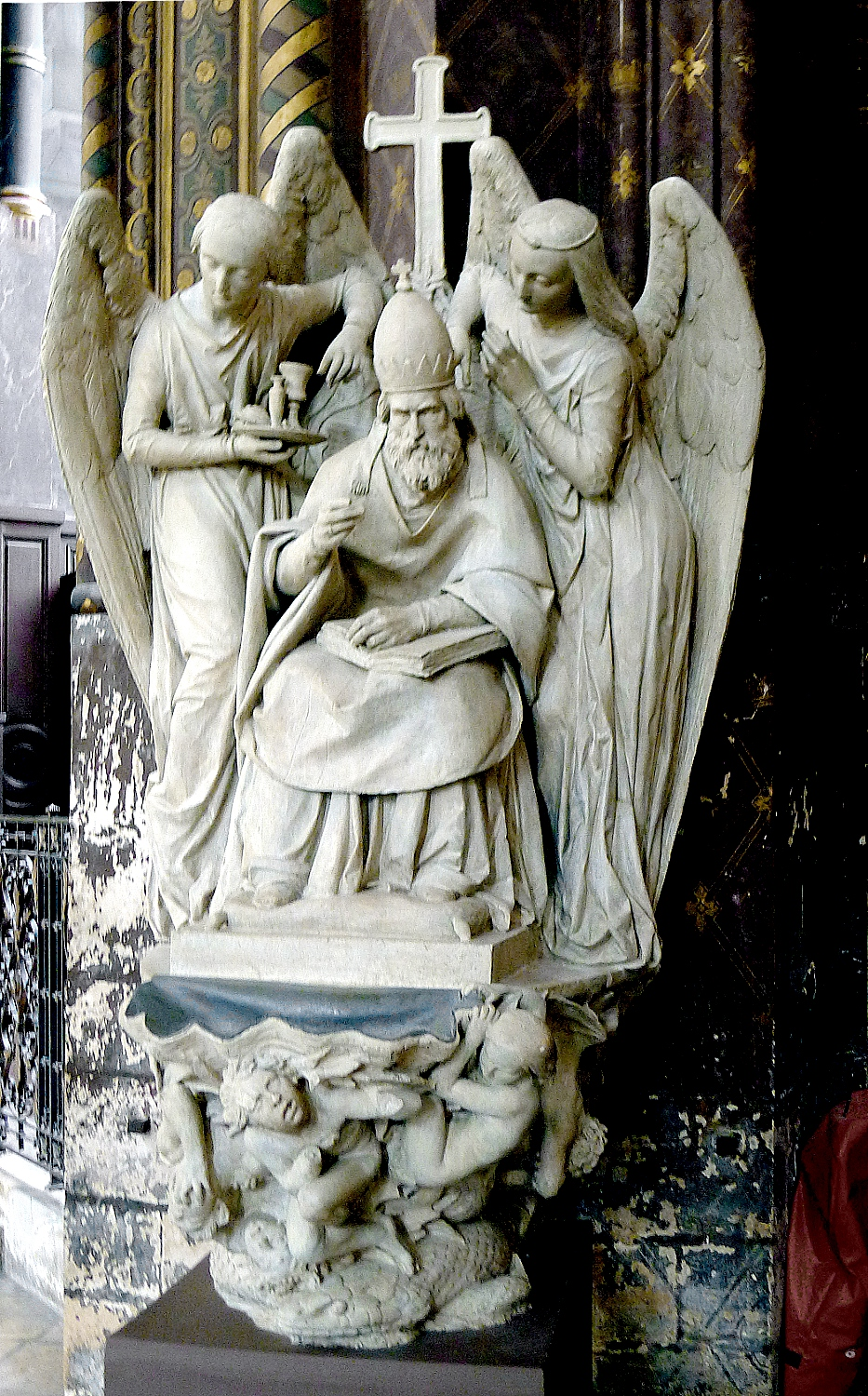
Le Pape Alexandre II instituant l'usage de l'eau bénite (1834), Paris, église Saint-Eustache.